# CAPC Museum für zeitgenössische Kunst von Bordeaux

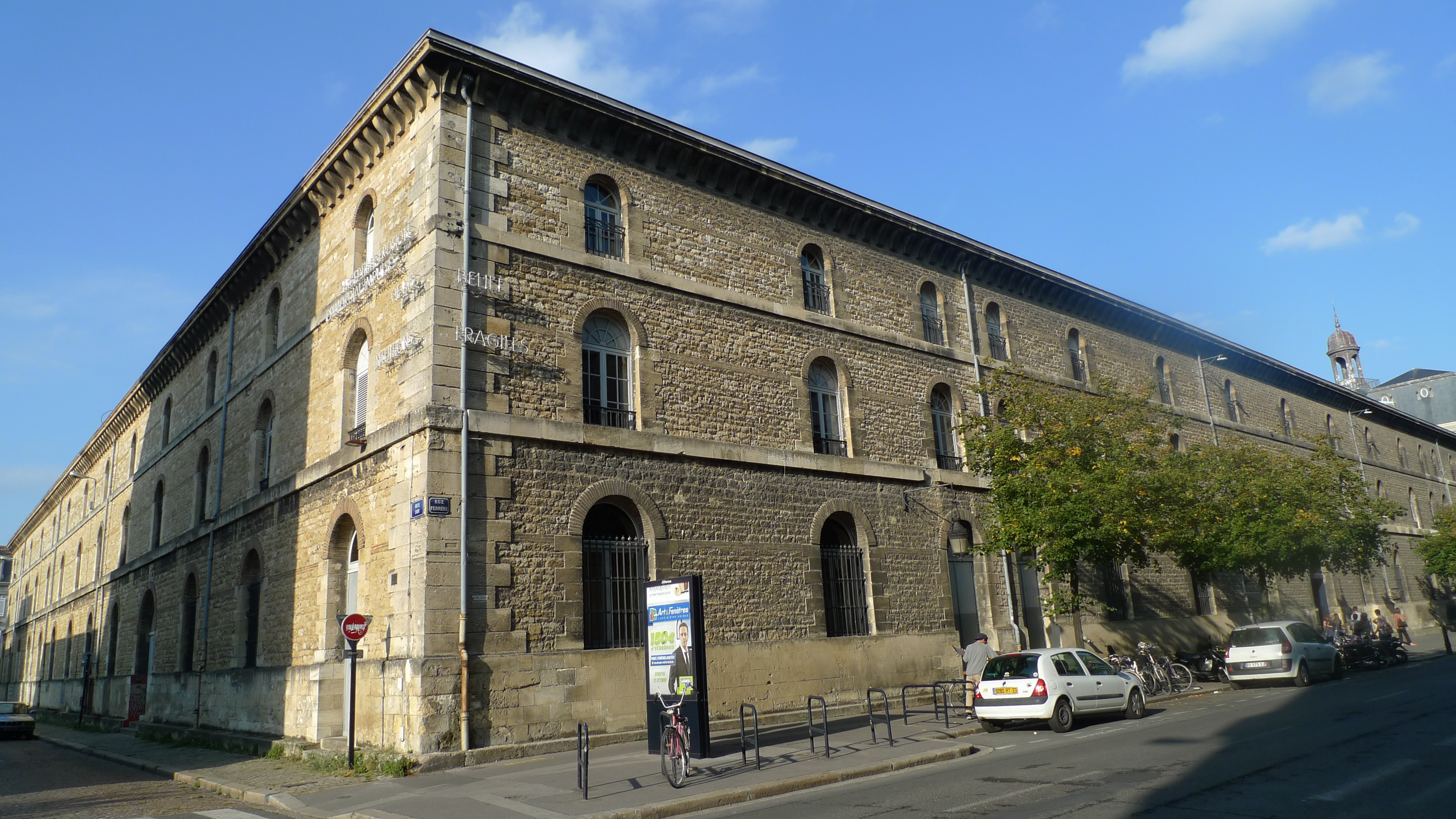
Das CAPC Gebäude

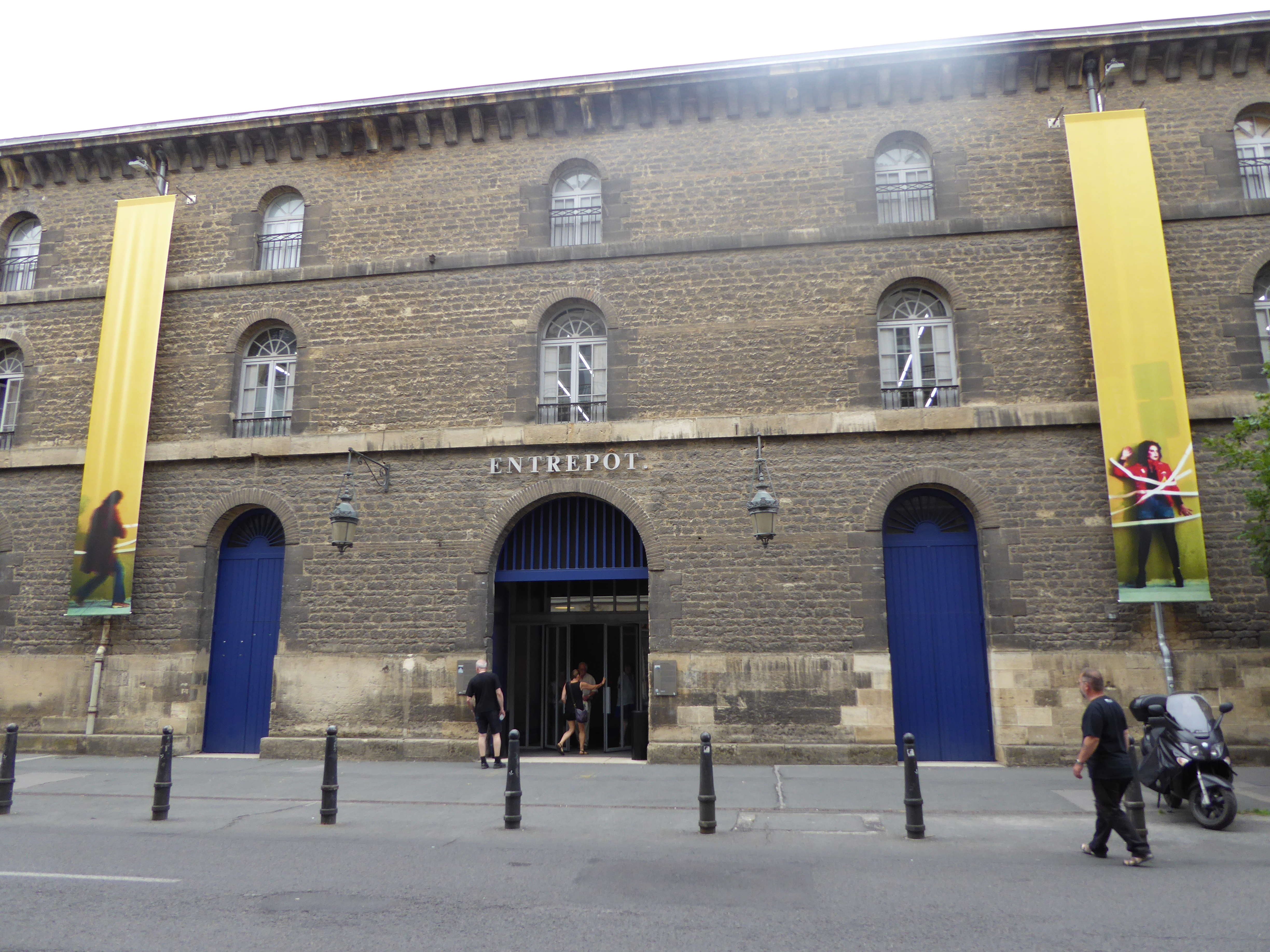
Der Eingang an der Rue Ferrere

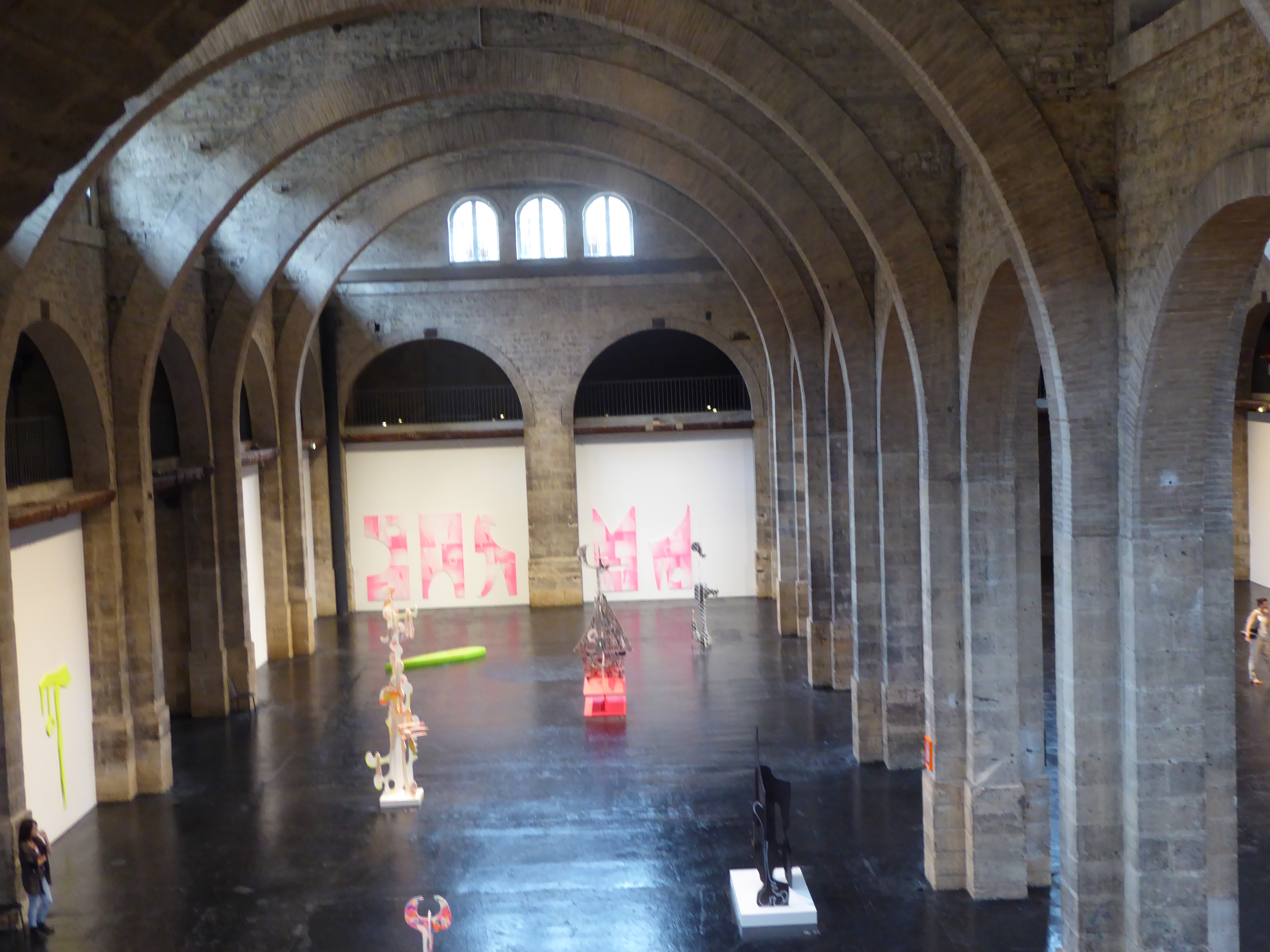
Der Hauptsaal

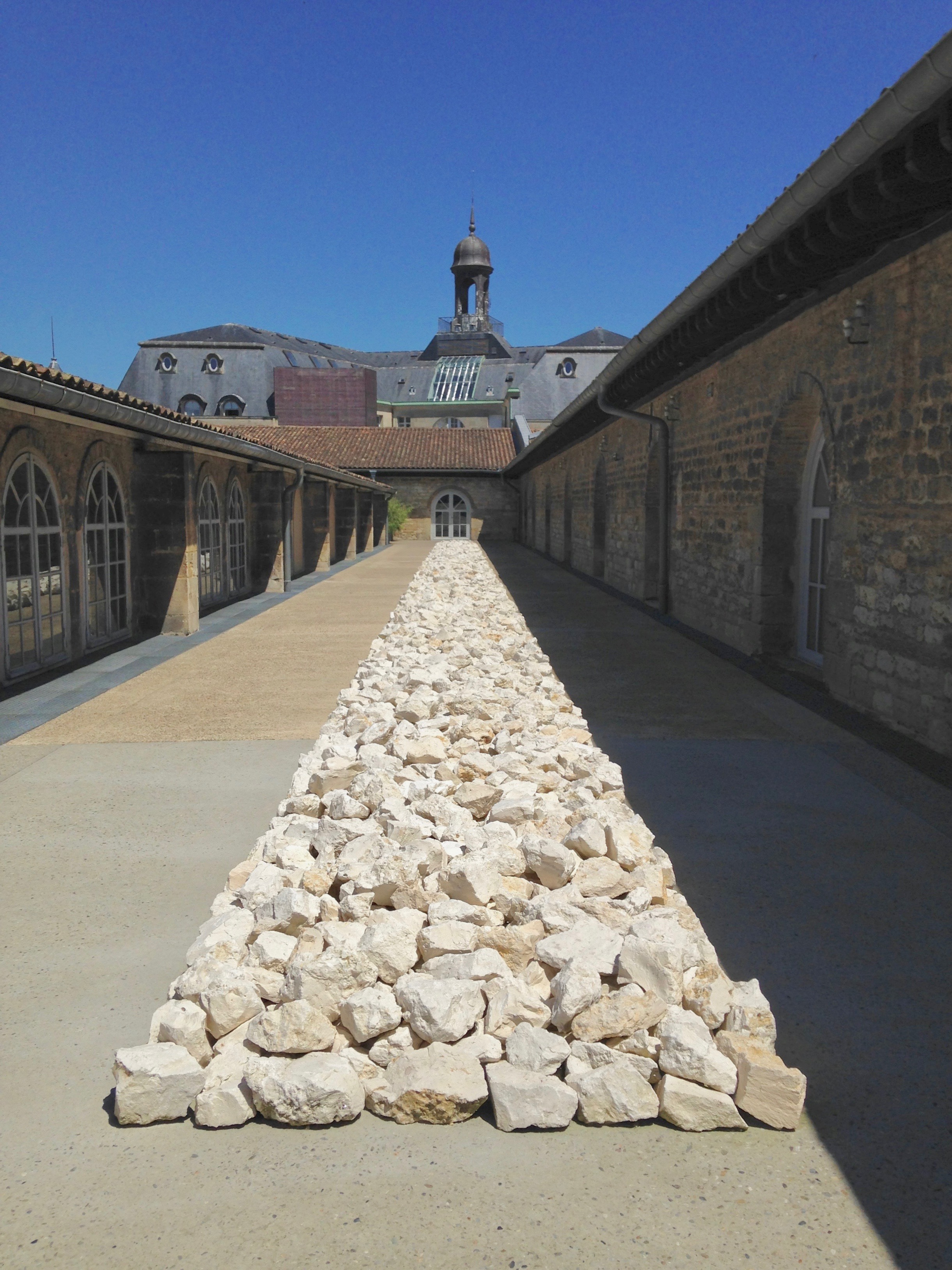
Die Installation von Richard Long auf dem Dach

Das CAPC musée d’art contemporain de Bordeaux (Museum für zeitgenössische Kunst in Bordeaux), ehemals Centre d’arts plastiques contemporains (Zentrum für zeitgenössische Bildende Kunst) oder CAPC, ist das Museum für zeitgenössische Kunst in Bordeaux, das 1983 eingeweiht wurde.

## Geschichte
Das CAPC wurde 1973 von Jean-Louis Froment gegründet, der bis 1996 sein Leiter war. Bis 1984 wurde die CAPC, ein multidisziplinärer künstlerischer Produktionsort und Ausstellungsort nationaler und internationaler Künstler der auftauchenden Szene.
Die CAPC befindet sich im ehemaligen Woll-Lager, das 1822 und 1824 von dem Ingenieur Claude Deschamps gebaut wurde. Ab 1975 wurden die ersten Wanderausstellungen aus in Frankreich und der ganzen Welt gezeigt.
Im Jahr 1984, als die Bedeutung der gezeigten Werke gestiegen und das Interesse ihrer Erhaltung gewachsen war, verlieh das Ministerium für Kultur und die Stadt Bordeaux dem CAPC den Status eines Museums für zeitgenössische Kunst. Das Lagerhaus wurde 1979, 1983 und 1990 nach Entwürfen von Andrée Putman durch die Architekten Valode und Pistre in drei Abschnitten restauriert.
Das Gebäude beherbergt auch eine Bibliothek und einen Informations- und Veranstaltungsraum, der Dokumente, Audio- und Videodokumente im Zusammenhang mit zeitgenössischer Kunst oder Architektur bereitstellt. Darüber hinaus beherbergt das CAPC regelmäßig Konzerte, Konferenzen oder Workshops.

## Ausstellungen
Die erste Ausstellung des CAPC im Jahr 1973 heißt „Wegsehen“ und präsentiert die Arbeit junger Künstler (Jean Otth, Gérard Titus-Carmel, Gina Pane und Claude Viallat). Der Erfolg dieser ersten Ausstellung öffnet den Weg für viele Künstler:
- Jasmine Gregory - If I Can’t Have It, No One Can, 2023
- Barbe à Papa - Bogdan Ablozhnyy, Alfredo Aceto, Lutz Bacher, Bertille Bak, Ericka Beckman, Meriem Bennani, Kasper Bosmans, AA Bronson, Chila Burman, Julien Ceccaldi, René Clair, Mathis Collins, Matt Copson, Jesse Darling, Kevin Desbouis, Eliza Douglas, Dr. Eugène Doyen, Marcel Duchamp, Cécile di Giovanni, Anders Dickson, Natacha Donzé, Stano Filko, Nicholas Grafia, Ram Han, EJ Hill, Carsten Höller, Agata Ingarden, Silas Inoue, Ken Jacobs, Gregory Kalliche, Matthew Langan Peck, Miriam Laura Leonardi, Ghislaine Leung, Thomas Liu Le Lann, Johann Lurf, Fabrizio Milani & Andrea Dal Molin, Arash Nassiri, Gyan Panchal, Russell Perkins, Harilay Rabenjamina, Pierre-Lin Renié, Christophe de Rohan Chabot, Diane Severin Nguyen, Israel Urmeer, Julie Villard & Simon Brossard, Kristin Walsh, Bri Williams, Mara Wohnhaas, Cici Wu, Dena Yago, Vivien Zhang, Jenkin Van Zyl, 2022

- Sarkis – Reserve ohne Rückkehr, eine weitere Ausstellung im Jahr 2001
- Mario Merz – La Goccia d’Acqua, 1987
- Keith Haring, 1985 (die Arbeit Sans Titre im CAPC Aufzugsschacht ist ein Geschenk des Künstlers zum Museum aus dieser Ausstellung)
- Richard Long – Schlammige Fußlinie, 1990, Porge Waldlinie, 1981, Weiße Felsenlinie, 1990
- Jannis Kounellis, 1985
- Daniel Buren – Aktuelle Argumente, 1991

## Sammlung
Der Schwerpunkt der Sammlung sind Werke der Konzeptkunst, Land Art und Arte Povera, jeweils vertreten durch Künstler wie Sol LeWitt und Daniel Buren, Claude Viallat, Richard Long und  Mario Merz. Es gibt auch eine bedeutende Sammlung von Werken von Jean-Charles Blais, Tony Oursler, Wolfgang Tillmans und spanischen figurativen Künstlern, darunter Werke von Miquel Barceló. Die Sammlung besteht aus tausend Werken, die 140 Künstler repräsentieren.
Die Werke der Sammlung werden traditionell in der Galerie Foy präsentiert, die sich im Gebäude entlang der Foy Street befindet.

### White Rock Line
Auf der Dachterrasse des CAPC finden sich die Werke des Richard Long, wie die White Rock Line aus dem Jahr 1990,  eine Außen-Installation einer Linie von 18 Tonnen weißen Kalkstein, 40 Meter lang von 1,5 Meter breit. Diese Arbeit ist ein Auftragswerk des Künstlers für die Wiedereröffnung des CAPC nach seiner Renovierungskampagne im Jahr 1994.
White Rock Line symbolisiert das Gehen, denn alle seine Werke sind das Wesen seiner eigenen Erfahrung. „Gehen ist wie Zeichnung Zeit vorbei“, nach dem Künstler.
Richard Long hat weitere Installationen im CAPC gemacht, wie z. B. schwimmende Wälder (1981), Stone Field (1989), Snake Circle (1991), Garonne Mud Circles (1990), Gironde Mud Circles.

## Leiter vom CAPC
- Jean-Louis Froment, von 1973 bis 1996
- Henry-Claude Cousseau, unterstützt von Marie-Laure Bernadac von 1997 bis 2000
- Maurice Fréchuret, von 2001 bis 2006
- Charlotte Laubard von 2006 bis 2014
- Maria Inés Rodriguez Fernandez, seit 2014